# PGC 34476
LEDA/PGC 34476 ist eine irreguläre Zwerggalaxie im Sternbild Löwe an der Ekliptik. Sie ist schätzungsweise 73 Millionen Lichtjahre von der Milchstraße entfernt. Möglich ist eine gravitative Bindung mit NGC 3604. 

Im selben Himmelsareal befindet sich u. a. die Galaxie NGC 3601. 